# Naizin

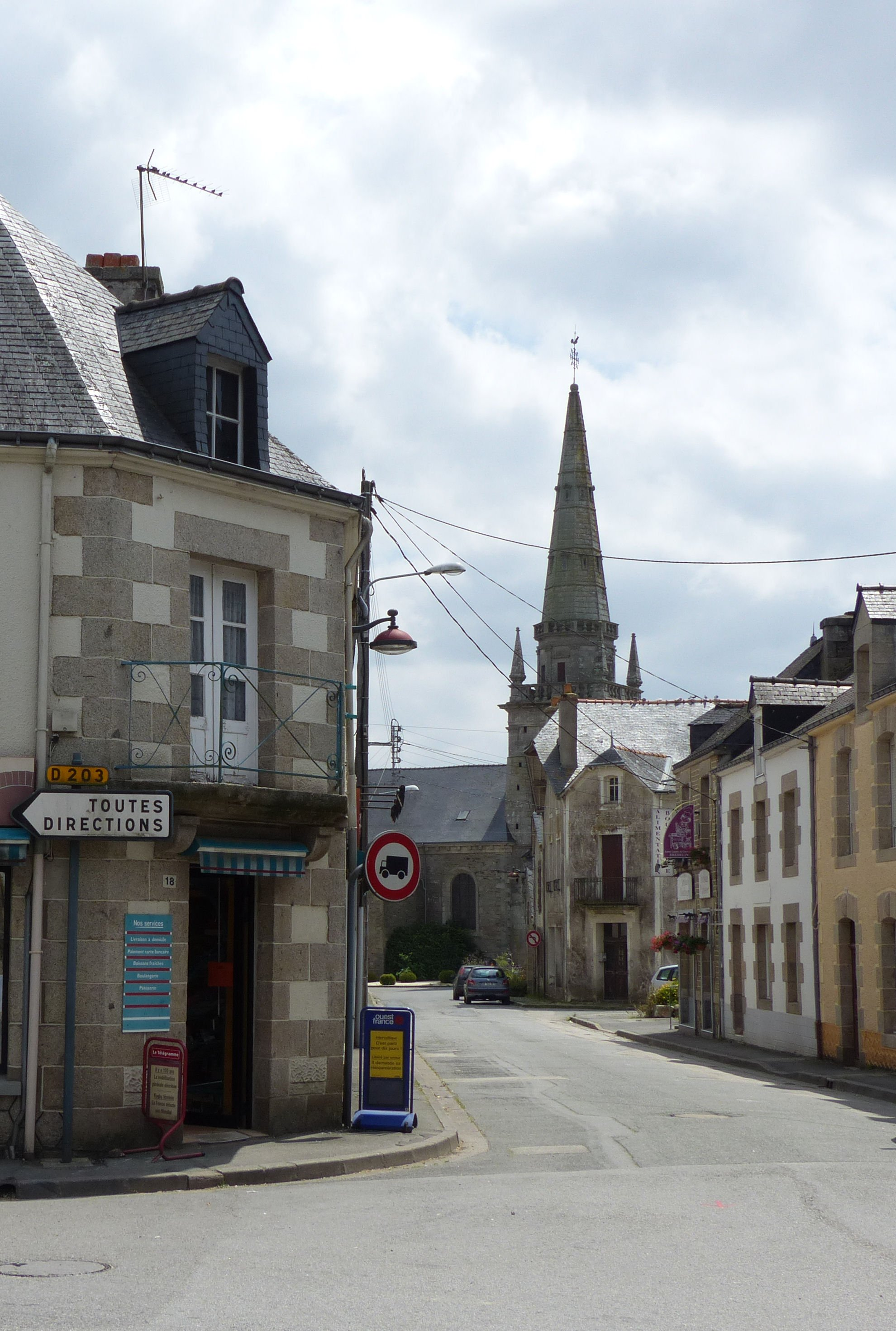
Naizin, Grand-Rue (2014)

Naizin (bretonisch: Neizin) ist eine Ortschaft und eine ehemalige französische Gemeinde mit 1.736 Einwohnern (Stand: 1. Januar 2022) im Département Morbihan in der Region Bretagne. Die Gemeinde gehörte zum Arrondissement Pontivy und zum Kanton Locminé.
Mit Wirkung vom 1. Januar 2016 wurde Naizin mit den früheren Gemeinden Moustoir-Remungol und Remungol zu einer Commune nouvelle mit dem Namen Évellys zusammengelegt und hat in der neuen Gemeinde den Status einer Commune déléguée. Der Verwaltungssitz der Gemeinde befindet sich im Ort Naizin.

## Geographie
Naizin liegt im südlichen Teil des Zentrums der Bretagne und gehört zum Pays de Pontivy.
Durch den Ort Naizin verläuft die D17 als Verbindung von Locminé nach Rohan. Die wichtigsten Gewässer sind das Flüsschen Belle Chère und der Ével. Dazu kommen noch einige kleine Teiche sowie die Bäche Coëtdan, Guern, Le Ruino  und Le Guénolay.
Nachbarorte sind Kerfourn im Norden, Crédin im Nordosten, Réguiny im Osten, Moréac im Süden, Remungol im Südwesten, Moustoir-Remungol im Westen sowie Noyal-Pontivy im Nordwesten.

## Bevölkerungsentwicklung
| Jahr      | 1962  | 1968  | 1975  | 1982  | 1990  | 1999  | 2006  |
| Einwohner | 2.026 | 1.887 | 1.734 | 1.635 | 1.512 | 1.524 | 1.644 |

## Geschichte
Der Ort wurde im Jahr 1253 erstmals in der Form Neiden erwähnt. Die Gemeinde gehört historisch zur bretonischen Region Bro-Gwened (frz. Vannetais) und innerhalb dieser Region zum Gebiet Bro Baod (frz. Pays de Baud) und teilt dessen Geschichte. Naizain wurde 1793 dem Kanton Locminé zugeteilt.

## Sehenswürdigkeiten
- Dorfzentrum, genannt Le Bourg
- Dorfkirche Saint-Côme-et-Saint-Damien aus dem 15. Jahrhundert; restauriert 1691, 1773 und 1856/1857
- Kapelle Saint-Guénin aus dem Jahr 1865 in Luzunin
- Kapelle Sainte-Brigitte aus dem Jahr 1884
- Herrenhaus (16. Jahrhundert) und Schloss Kerdréan (19. Jahrhundert) mit Kapelle Saint-Nicolas (16. Jahrhundert) in Kerdréan
- Haus in Porsuillec aus dem 17. und 18. Jahrhundert
- Kalvarienberge, (Weg-)Kreuze und Brunnen

## Persönlichkeiten
- Joseph Kergoff (1906–1985), Radrennfahrer